# Mozzarella

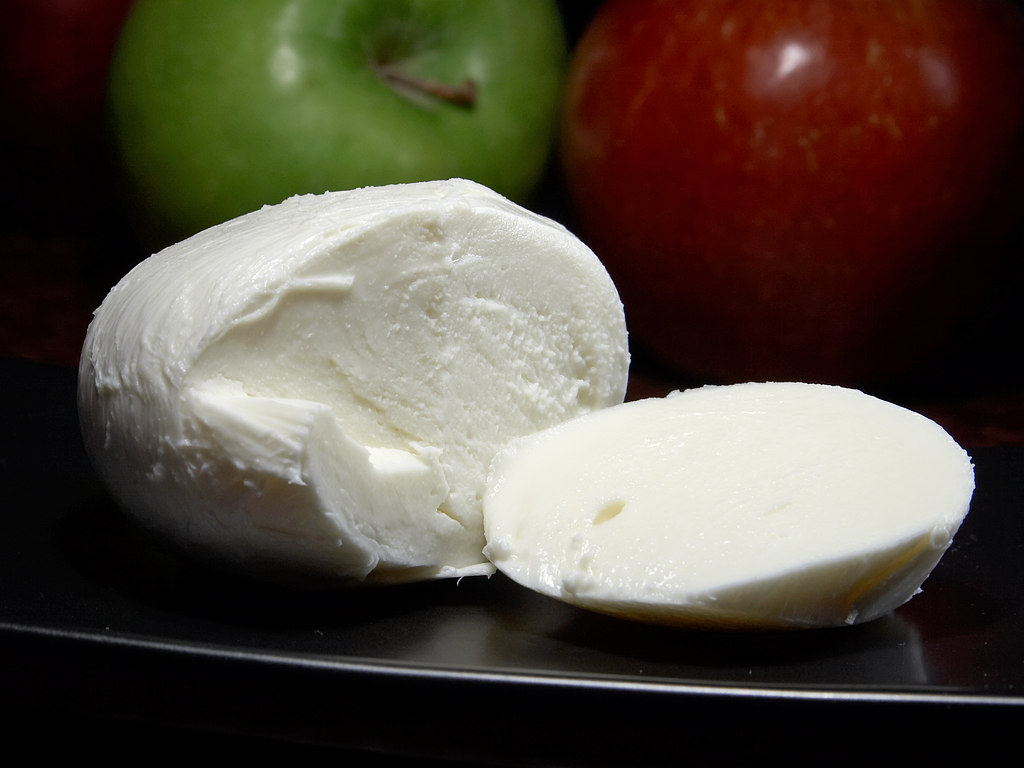
Mozzarella tăiată

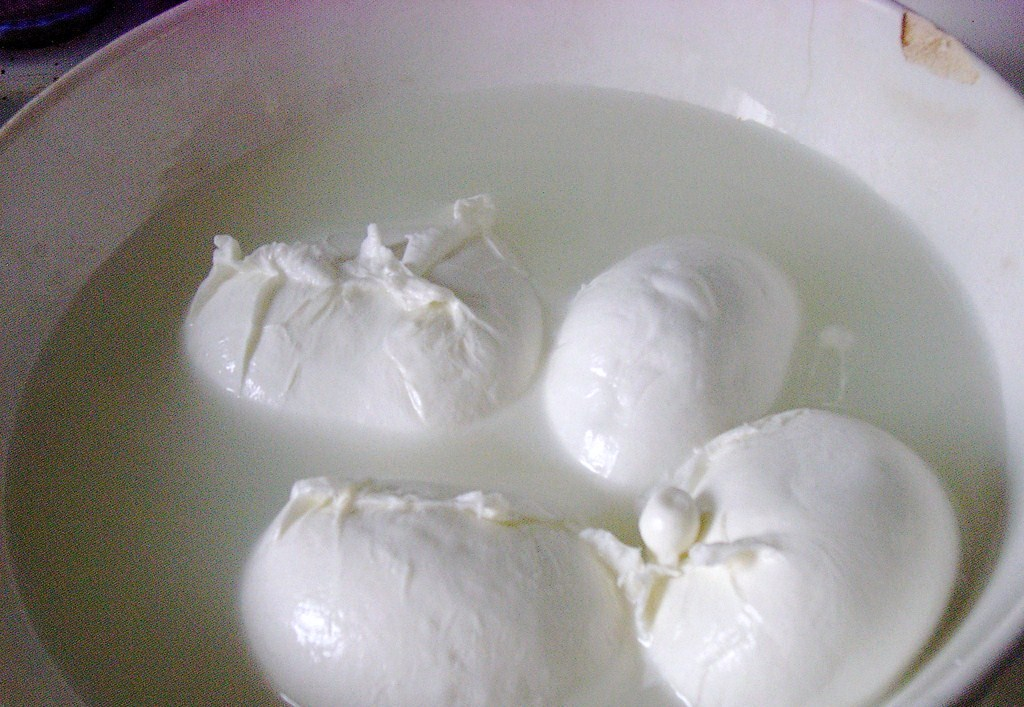
Mozzarella în timpul preparării

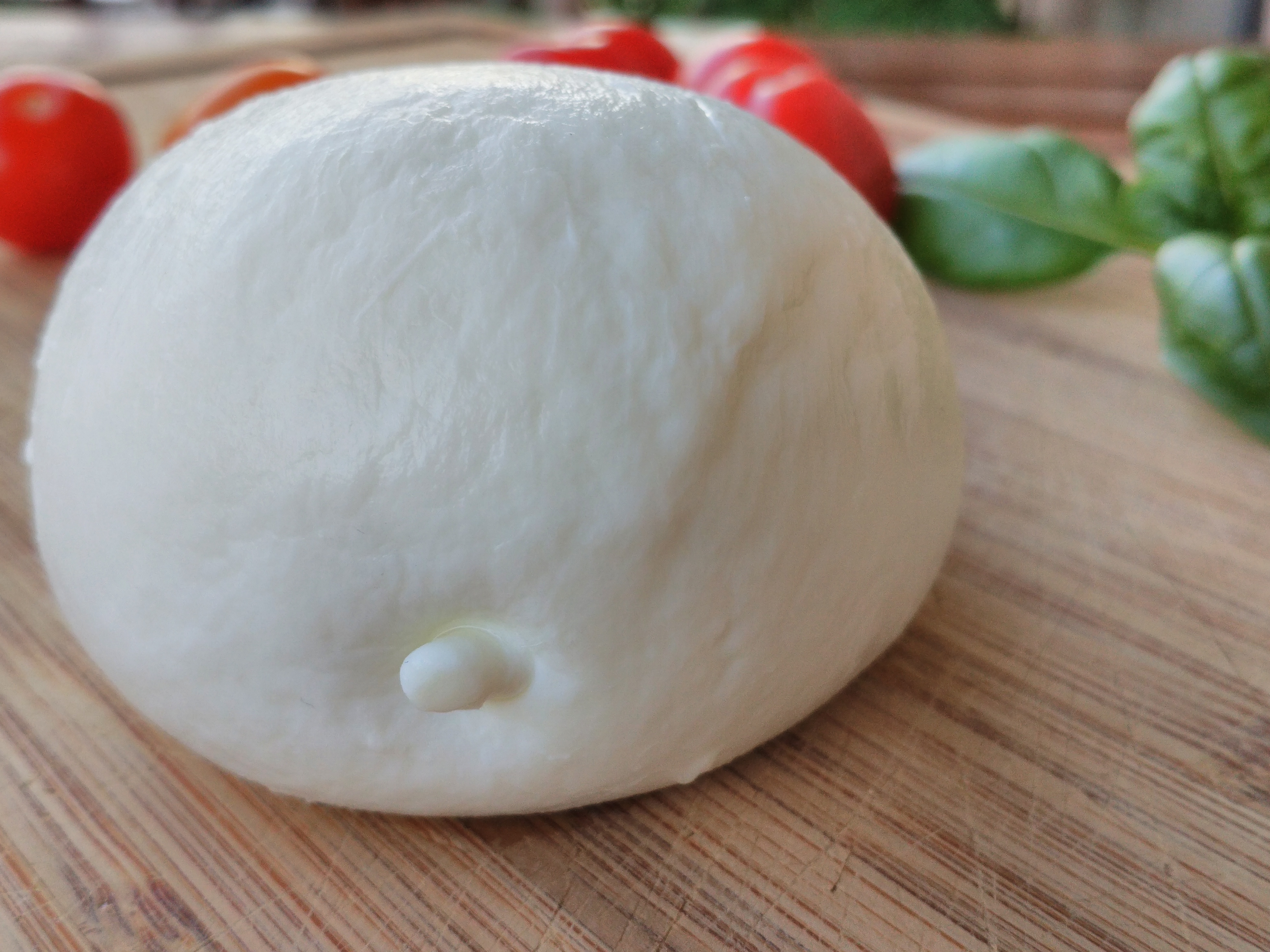
Mozarella specific italiană

Mozzarella este o brânză italiană din lapte de bivoliță sau de vacă, cu pastă filată.

## Feluri
- mozzarella di bufala (mozzarella de bivoliță), realizată din lapte de bivoliță domestică;
- mozzarella fior di latte, realizate din lapte proaspat pasteurizat sau nepasteurizat;
- low-moisture mozzarella, care este compus integral sau parțial din lapte degresat, și utilizată pe scară largă în industria agro-alimentara;
- mozzarella afumată;

## Tabel cu informații
- Țara de origine:	 Italia
- Regiune, oraș:	 Campania
- Sursă de lapte:	 Bivol de apă
- Pasteurizat:	 Uneori
- Textură:	 Semi-moale
- Certificare:	 Mozzarella di Bufala Campana STG și DOP 1996

## Valoare nutritivă
Valoarea nutritivă la 100 g (3.5 oz)
- Energie:	 1250 kJ (300 kcal)
- Carbohidrați:	 2.2 g
- Zaharuri:	 1, 0 g
- Fibre alimentare:	 1 g
- Grăsime:	 22 g
- Proteină:	 22 g
- Calciu:	 500 mg (50%)
- Fosfor:	 350 mg (50%)
- Potasiu:	 80 mg (2%)
- Sodiu:	 630 mg (42%)